# Zach Johnson
Zachary Harris Johnson (24 de fevereiro de 1976) é um jogador profissional de golfe dos Estados Unidos. Zach foi campeão do Masters de Golfe em 2011 e do The Open Championship de 2015.

## Carreira

### Masters de 2007
Zach Johnson alcançou a maior glória de sua carreira no Masters de Golfe de 2007. O jogador terminou com uma tacada abaixo do par e teve que aguardar a jogada dos rivais que ainda tinham chances enquanto abraçava a esposa e beijava o filho de apenas 14 semanas. Retief Goosen,  Rory Sabbatini e Tiger Woods, no entanto, não conseguiram tirar a diferença de duas tacadas e acabaram empatados na segunda colocação.

## Títulos

### Torneios Major´s (1)
| Ano  | Campeonato            | Resultados            | Margem    | Vice-campeão                               |
| ---- | --------------------- | --------------------- | --------- | ------------------------------------------ |
| 2007 | Masters de Golfe      | +1 (71-73-76-69=289)  | 2 tacadas | Retief Goosen, Rory Sabbatini, Tiger Woods |
| 2015 | The Open Championship | −15 (66-70-71-66=273) | 3 tacadas | Marc Leishman, Louis Oosthuizen            |